# 甸恩·保奧辛尼斯
甸恩·保奧辛尼斯（英語：Dean Bouzanis，1990年10月2日—），是一名澳洲職業足球員，司職門將，現效力於英冠球會雷丁。
2014年來投，他曾在2011-13年效力奧咸期間擔任正選，現時擔任球隊後備門將，協助。